# Генуэзский метрополитен
Генуэзский метрополитен — лёгкое метро города Генуя, состоящее из одной линии, которая соединяет центр Генуи с пригородом Ривароло и северо-западом городского центра. Обслуживанием в настоящее время занимается компания Azienda Mobilità e Trasporti, которая обеспечивает весь городской транспорт города.
Вся линия имеет общую длину в 7,1 км, стандартную ширину колеи 1435 мм и напряжение в 750 вольт (постоянный ток). Метро было открыто в 1990 году к Чемпионату мира по футболу.

## Станции
| Название              | Фотография | Дата открытия   | Примечание                   |
| --------------------- | ---------- | --------------- | ---------------------------- |
| Brin                  |            | 13 июня 1990    | Конечная станция             |
| Dinegro               |            | 13 июня 1990    | Пересадка на паром           |
| Principe              |            | 13 июля 1992    | Пересадка на железную дорогу |
| Darsena               |            | 7 августа 2003  | Расположена у старого порта  |
| San Giorgio           |            | 7 августа 2003  |                              |
| Sarzano-Sant’Agostino |            | 3 апреля 2006   | Исторический центр           |
| De Ferrari            |            | 4 февраля 2005  |                              |
| Brignole              |            | 22 декабря 2012 | Конечная станция             |

### Станции-призраки
На перегоне между станциями Brignole и De Ferrari расположен задел под остановку Corvetto.

## Новые станции
Планируют открытие промежуточной станции Corvetto между Brignoli и De Ferrari. В настоящее время муниципалитет Генуи обратился в правительство Италии с просьбой профинансировать строительство этой станции (по оценкам специалистов затраты на её постройку составят 25–30 млн евро).
В настоящее время городская администрация разрабатывает план продления линии метрополитена от станции Brignole в направлении больницы S. Martino. В этот район ведёт неиспользуемая линия железной дороги, принадлежащая Rete Ferroviaria Italiana. Предполагают, что эта дорога будет преобразована в метротоннель. Продолжение, скорее всего, будет включать две остановки: Martinez и Cerosillo. Также существуют проект продления линии на 550 м от станции Brin до остановки Canepari (возможно, в будущем она будет продолжена и далее до станции Rivarolo). Из-за протестов жителей района для строительства, вероятно, будет использована заброшенная железнодорожная колея.